# István Barta
István Barta (Álmosd, 13 agosto 1895 – Budapest, 16 febbraio 1948) è stato un pallanuotista ungherese, vincitore di una medaglia d'oro all'olimpiade di Los Angeles 1932, di una d'argento ad Amsterdam 1928 e di tre ori europei.